# 24-FUN
24-FUN este o publicație informativ-culturală săptămânală de tipul city-guide, editată de Mediamov. 
Revista a fost lansată în anul 2003, sub numele B-24-FUN, fiind concepută ca ghid pentru București.
Ulterior, revista s-a extins și în alte orașe, ajungând în anul 2006 să dețină o rețea națională cu ediții 24 FUN la București, Brașov (Poiana Brașov și Valea Prahovei), Cluj, Constanța (din Mamaia până în Vama Veche) Iași, Timișoara și Arad.
În ianuarie 2010, a fost cumpărată de la trustul Realitatea-Cațavencu de Alex Săndulescu (fondatorul 24Fun)..
Conținutul editorial este realizat de nume consacrate în domeniile abordate și își propune să ghideze și să formeze publicul într-un stil caracteristic. Autorii articolelor sunt:
- Andrei Gorzo - Film (recenzii)
- Andrei Gheorghe - 12 noaptea cu Andrei
- Mircea Toma - Muzică
- Dan Chișu - Bon ton
- Ioan T. Morar, Ștefan Agopian - carte
- Voicu Rădescu - teatru
- Oana Tănase, Dan Popescu - „Plastika” (arte plastice)
- Mihai Dobrovolschi, Giannina Corondan - „My week-end”
- Mihai Dobrovolschi - „Smartass”
- Dragoș Vasile - „Cine unde când”
- Jean Lorin Sterian - „Portrete”
- Cătălin Matei - „Happy Trend”
- Alina Gâdoiu - „Editorial” (ediția de Oradea)